# Amanda Cox
Amanda Cox es una periodista estadounidense y la editora ejecutiva de periodismo de datos de Bloomberg. Antes fue editora de proyectos especiales de datos de USAFacts. De 2016 a 2022 fue la editora de la sección de periodismo de datos de The New York Times The Upshot. Cox también desarrolla el currículo y da clases de periodismo de datos en la facultad de Periodismo de la Universidad de Nueva York.

## Vida y educación
Cox nació en Míchigan en 1980, y fue criada por sus padres, que eran contables. Se graduó en economía en la Universidad de St. Olaf en 2001. En 2005, se graduó en un máster de estadística de la Universidad de Washington. Mientras estudiaba en St. Olaf trabajó para el periódico universitario, redactando en la última página gráficos, tablas y artículos.

## Carrera e investigación
Empezó su carrera en el New York Times haciendo prácticas durante el verano mientras estudiaba para su máster. Cox trabajó en la Junta de la Reserva Federal de 2001 a 2003. Cox fue contratada en 2005 como editora de gráficos en The New York Times. En sus años en el Times, Cox ha trabajado en muchas historias utilizando estadística y visualización de datos, haciendo el Times uno de los periódicos líderes en cobertura visual según el Harvard Business Review.
El 22 de abril de 2014, el sitio web de The New York Times lanzó su sección de periodismo del datos, The Upshot, con Amanda Cox como editora de gráficos. Cox fue nombrada editora de The Upshot a principios de 2016. Su nota de nombramiento cuenta que ella goza de "un raro intelecto" y es "una parte crucial del liderazgo futuro del Times". Su sección creó el modelo de predicción de la aguja, o "needle" de las elecciones presidenciales de EE. UU. de 2016.
A finales de 2017 Cox desarrolló unas "encuestas en directo" en el Times, colaborando con la Universidad de Siena. Cox es considerada una de los "expertos residentes" en encuestas del Times."
Cox es una líder del campo de la visualización de datos, y ha sido llamada "la Michael Phelps de la infografía." Sus charlas en conferencias incluyen Shaping Data for News en el Festival Eyeo y la conferencia OpenVis en 2013 y 2017. En su charla de apertura en 2013, Cox dijo que el diseño "no es al final sobre tipografía y espacios en blanco, sino sobre empatía—sobre crear visualizaciones que los lectores puedan entender y que les permitan interactuar emocionalmente." Desde que Cox es editora de The Upshot, el Times ha sido "líder en el campo de la innovación en infografía" y ha "elevado el nivel de la visualización interactiva periodística."
Cox también ha sido nombrada juez para competiciones de visualización de datos, y varias de sus visualizaciones de datos han sido seleccionadas en The Best American Infographics 2014 y The Best American Infographics 2016..
En enero de 2022, y después de 16 años, Cox dejó el Times para ser nombrada editora de proyectos especiales de USAFacts, una organización sin ánimo de lucro.
En julio de 2023, Cox fue nombrada la editora ejecutiva de periodismo de datos de Bloomberg.

## Trabajos notables
Artículos influyentes en los que Cox ha contribuido incluyen:
- One 9/11 Tally: $3.3 Trillion[29]
- The Ebb and Flow of Movies: Box Office Receipts 1986–2007,[30] un ejemplo de uso muy temprano de una nueva técnica de visualización de datos, el streamgraph.[31]
- The Voting Habits of Americans Like You[32]
- Where the Poor Live Longer: How Your Area Compares[33]
- You Draw It: How Family Income Predicts Children's College Chances[34]
- Money, Race, and Success: How Your School District Compares[35]
- What It Takes to Make 2.8 Million Calls to Voters[36]
- One Report, Diverging Perspectives[37]
- Live Presidential Forecast[38]
- Married couple tax bonuses and penalties[39]
- 3-D chart for economy's future[40]
- Increasing rates of men who don't work[41]
- Birth year and political leanings[42]
- Price of Damien Hirst spot paintings[43]

## Premios
Cox recibió el Premio de Diseño Nacional de EE.UU. en 2009, junto al equipo de gráficos del The New York Times. En 2011, el equipo de Cox fue galadornado con el Premio Malofiej  por su portafolio de gráficos Cox fue galadornada con el premio a la excelencia en periodismo estadístico por la Asociación Estadística americana en 2012. Su equipo ha ganado el premio Gerald Loeb cuatro veces: en 2013 por interactivos sobre la economía, en 2014 por gráficos interactivos, en 2016 por hacer los datos visuales y en 2017 por gráficos de negocios.